# لاري جونسون (لاعب كرة سلة مواليد 1954)
لاري جونسون (بالإنجليزية: Larry Johnson)‏ مواليد 28 نوفمبر 1954 في مورغانفيلد، هو لاعب كرة سلة أمريكي سابق. اختير من قبل فريق بوفالو بريفز خلال الدرافت. حمل الرقم 10. بلغ طوله 6 قدم 3 بوصة (1.9 م).

## روابط خارجية
- لاري جونسون على موقع إن بي أي (الإنجليزية)
- لاري جونسون على موقع سبورتس رفرنس (الإنجليزية)
- لاري جونسون على موقع كلية كرة السلة في سبورتس رفرنس.كوم (الإنجليزية)
- لاري جونسون على موقع ريلجم (الإنجليزية)